# Orlando Fantoni
Orlando Fantoni, in Brasilien auch genannt Titio Fantoni oder in Italien auch Fantoni IV, (* 4. Mai 1917 in Belo Horizonte; †  5. Juni 2002 Salvador) war ein brasilianisch-italienischer Fußballspieler und -trainer. Ninão, dessen Laufbahn sich in den 1930ern und -40ern abspielte, trat u. a. für Cruzeiro EC, damals noch bekannt unter Palestra Itália, sowie Lazio Rom an.

## Familie
Orlando entstammte einer Familie, die gleich drei Fußballbrüder hervorbrachte. Neben ihm noch Leonízio und Ninão. Zu diesen gesellte sich noch sein Vetter Otávio. Nachdem er bei verschiedenen Clubs sehr erfolgreich gespielt hatte, machte er 1947 denselben Schritt wie seine älteren Brüder und ging nach Italien zu Lazio Rom, wo eine Zählweise mit dem Nachnamen eingeführt wurde. Orlando wurde Fantoni IV genannt.

## Trainer
Sein Einstieg in die Trainerlaufbahn war die Verpflichtung für die Nationalmannschaft von Venezuela 1956. Mit dieser bestritt er lediglich den Copa Presidente Paul Magloire auf Haiti. Anschließend wurde er von verschiedenen Vereinsmannschaften angestellt. Seine größten Erfolge hatte er zu Anfang, als er mit drei verschiedenen Klubs fünf Mal Meister in Venezuela wurde.

## Erfolge als Trainer
Universidad Central
- Meister Venezuela: 1957

Deportivo Portugués
- Meister Venezuela: 1958

Deportivo Italia
- Meister Venezuela: 1961, 1963, 1966.

Cruzeiro
- Staatsmeisterschaft von Minas Gerais: 1968

Náutico
- Staatsmeisterschaft von Pernambuco: 1974

Bahia
- Staatsmeisterschaft von Bahia: 1976, 1986, 1987

Vasco da Gama
- Staatsmeisterschaft von Rio de Janeiro: 1977

Grêmio
- Staatsmeisterschaft von Rio Grande do Sul: 1979